# Колючая акула Мицукури
Колючая акула Мицукури (лат. Squalus mitsukuri) — вид рода колючих акул семейства катрановых акул отряда катранообразных. Обитает в умеренных и тропических водах всех океанов. Встречается на глубине до 954 м. Максимальный зарегистрированный размер 125 см. Размножается яйцеживорождением. Представляет незначительный интерес для коммерческого рыболовного промысла.

## Таксономия
Впервые научно вид описан в 1903 году. Голотип представляет взрослую самку длиной 72,4 см, пойманную у берегов Японии. Недавние исследования катрановых акул, обитающих в Индо-Австралийском регионе, привели к восстановлению видов Squalus montalbani (Филиппины, Индонезия, Австралия), Squalus griffini (Новая Зеландия) и описанию самостоятельного вида Squalus chloroculus. Ранее эти виды считались конспецифичными колючей акуле Мицукури. Дальнейшие исследования колючих акул Мицукури по всему миру, вероятно, выявят новые таксоны. Например, катрановые акулы, обитающие в юго-западной Атлантике и в юго-восточной части Тихого океана и идентифицированные ранее как колючие акулы Мицукури, возможно, принадлежат к ещё неописанному виду.

## Ареал
Ареал колючих акул Мицукури точно неизвестен из-за частой путаницы при идентификации видов катрановых акул, многие из которых очень похожи между собой. Считается, что они обитают в умеренных и тропических водах и распространены у берегов Анголы, Антильских островов, Аргентины, Бенина, Бразилии, Вьетнама, Габона, Гамбии, Ганы, Гибралтара, Гвинеи, Гвинеи-Бисау, Гондураса, Доминиканской Республики, Западной Сахары, Индии, Камеруна, Канарских островов, Китая, Конго, Кот-д’Ивуар, Кореи, Либерии, Мадагаскара, Мартиники, Мавритании, Марокко, Мозамбика, Намибии, Новой Каледонии, Никарагуа, Нигерии, Панамы, Португалии, Сент-Китс и Невис, Сенегала, США (Флорида, Гавайские острова, Луизиана, Северная Каролина, Техас), Сьерра-Леоне, Тайваня, Танзании, Того, Филиппин, Франции, Чили, Экваториальной Гвинеи, ЮАР и Японии. 
Эти акулы встречаются у дна на континентальном и островном шельфе, в верхней части материкового склона, на подводных хребтах и пиках на глубине от 4 до 954 м, в основном между 100 и 700 м.

## Описание
Тело довольно плотное. Рыло изогнуто в виде параболы, закруглённое, широкое и длинное. Ноздри обрамлены кожными складками. Расстояние от кончика рыла до рта в 1,1—1,4 раза больше ширины рта. Расстояние от кончика рыла до глаз менее чем в 2 раза превышает их длину. Овальные глаза вытянуты по горизонтали. Позади глаз имеются брызгальца. Глаза расположены ближе к кончику рыла, чем к первым жаберным щелям. Ноздри сдвинуты ближе к кончику рыла, чем ко рту. На верхней губе имеются бороздки. У основания спинных плавников расположены шипы. Первый спинной плавник крупнее второго. Шип, расположенного у основания второго спинного плавника равен ему по высоте, которая составляет менее 6% от длины тела. Первый спинной плавник сдвинут вперёд и расположен ближе к грудным, чем к брюшным плавникам. Грудные плавники широкие, имеют серповидную форму. Их кончики слегка закруглены, каудальный край немного вогнут. Хвостовой плавник асимметричный, выемка у края более длинной верхней лопасти отсутствует. Анальный плавник отсутствует. На хвостовом стебле имеется ярко выраженная прекаудальная выемка. Окраска серого цвета, светлые отметины на теле отсутствуют. Кончики плавников могут иметь белую окантовку.

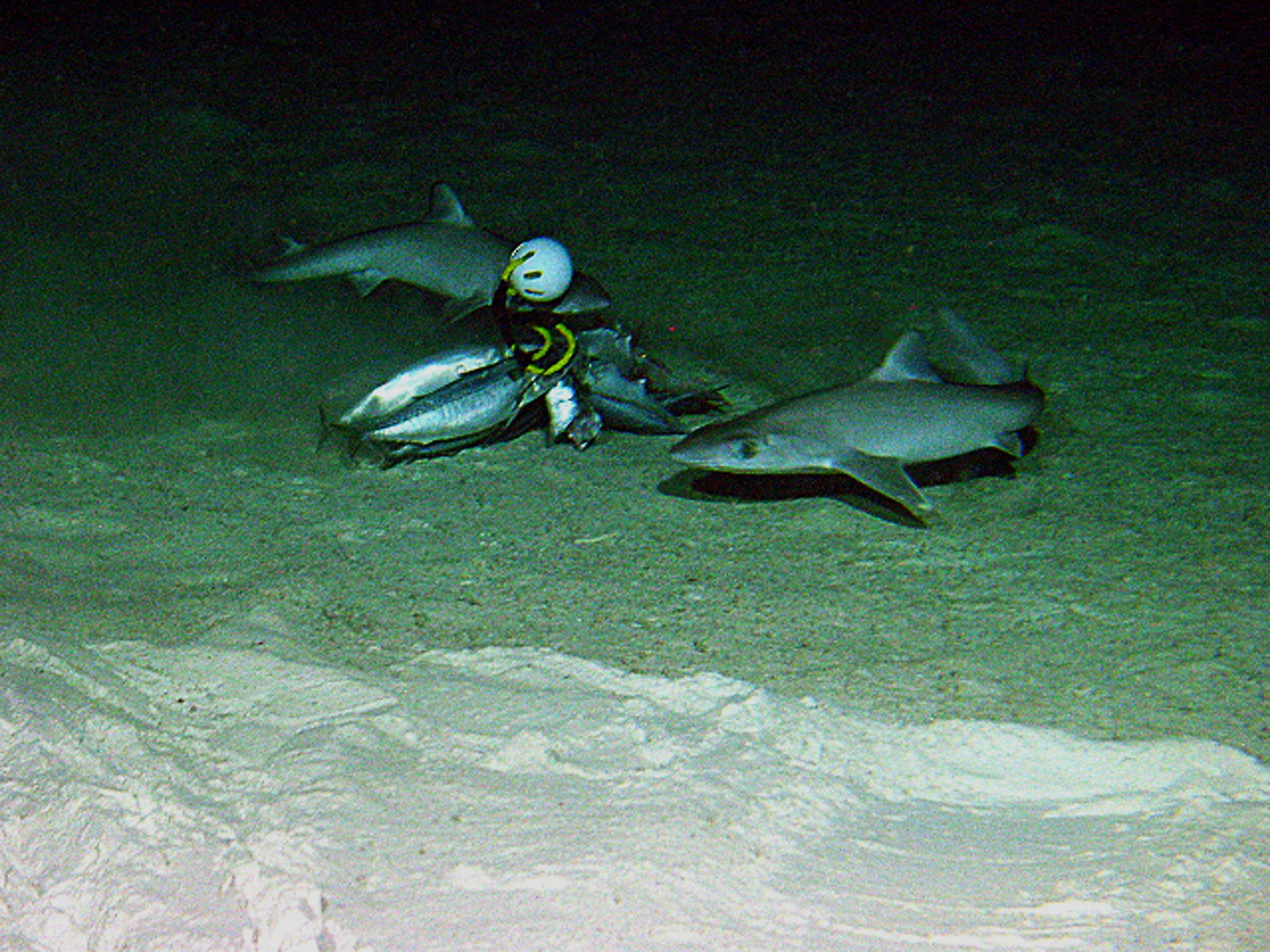
Колючие акулы Мицукури, снятые на дне у Гавайских островов.

## Биология
Колючие акулы Мицукури размножаются яйцеживорождением. В помёте от 4 до 3 новорожденных длиной 21—30 см. У берегов ЮАР роды происходят в основном осенью. Беременность длится около 2 лет. В этой популяции наблюдается сегрегация по полу: самки предпочитают держаться в южной части ареала. Акулы, обитающие в водах Японии, достигают половой зрелости при длине 68—80 см (самцы) и 96—100 см (самки). Самки в целом крупнее самцов. Максимальный зарегистрированный размер для самок составляет 125 см, а для самцов 96 см. Максимальный зарегистрированный возраст (подсчитан на основании количества полосок на спинных шипах) — 18 лет (самцы) и 27 лет (самки). Средний суточный весовой прирост самок от 5 до 10 лет — 0,053 %, а самцов — 0,044 %.
Рацион составляют костистые рыбы (57 %), головоногие (31 %) и ракообразные (10 %). 

## Взаимодействие с человеком
В северо-западной части Тихого океана эти акулы регулярно попадаются при коммерческом рыболовном промысле. Международный союз охраны природы присвоил виду статус «Вымирающие виды». 